# الحزب الإسلامي التركستاني في سوريا
الحزب الإسلامي التركستاني في سوريا هو فرع الحزب الإسلامي التركستاني الأويغوري الذي يعمل في سوريا خلال الحرب الأهلية السورية.

## التأسيس
يستخدم الحزب علم الشهادة الجهادي مع اسم الجماعة باللغة العربية أسفل الشهادة: (الحزب الإسلامي التركستاني لنصرة أهل الشام) (تۈركى ستان ئى سلام پارتى يى سى شام شۆبى سى) (بالتركية: Türkistan İslam Cemaati Şam ehlinin yardımcıları). الحزب الإسلامي التركستاني في سوريا
يطلق على نفسه أيضًا اسم الحزب الإسلامي في بلاد الشام. مقال بعنوان «أيها، النظامين الصيني والروسي، ثورة الشعب العربي لن تنسى أبدًا مواقفكم المخزية،» ظهر في مجلة الحزب الإسلامي التركستاني «تركستان الإسلامية» العدد #11 الذي هاجم الحكومة السورية. مقال بعنوان «الحقيقة لديها أنصار مثل ما لدى الطاغية جنود» أصدرته مجلة الحزب الإسلامي التركستاني العدد #12 الذي هاجم أيضًا الحكومة السورية. ساعد عضو في جبهة النصرة يدعى أبو رباح المسلحين الأويغور في بدء معسكرهم الأول في سوريا وتم إطلاق موقع باللغة التركية مقره في تركيا لتجنيد «المجاهدين الأويغور» للقتال في سوريا ضمن صفوف الحزب الإسلامي التركستاني المرتبط بالقاعدة. أصدر مقاتل أجنبي تركي هولندي في سوريا يدعى إسرافيل يلماز صورة لأعضاء حزب الإسلامي التركستاني. وكان زعيم الحزب الإسلامي التركستاني في سوريا هو أبو رضا التركستاني. في مايو 2015 قتل الجيش السوري أبو رضا التركستاني بالقرب من مستشفى في جسر الشغور.

## الأنشطة
لقد تم هدم الكنائس السورية من قبل مقاتلي الحزب الإسلامي التركستاني الأويغور الذين مجدوا أعمال التدمير، وفي ساحات حمص وإدلب تعاون الحزب الإسلامي التركستاني مع الكتائب الأوزبكية وجبهة النصرة. تتنافس جبهة النصرة وداعش مع بعضهم البعض لتجنيد المقاتلين الأويغور. في جسر الشغور وُضع علم الحزب الإسلامي التركستاني فوق صليب الكنيسة بعد نهاية المعركة. أصدرت جماعة
كتيبة التوحيد والجهاد الأوزبكية (Tavhid va Jihod katibasi) شريط فيديو تصور نفسها والحزب الإسلامي التركستاني الأويغوري وهم يهاجمون وينتهكون حرمة الكنائس المسيحية في جسر الشغور. طهر مقاتلو جبهة النصرة والحزب الإسلامي التركستاني المنطقة الريفية المحيطة بجسر الشغور من سكانها المسيحيين السوريين وشقوا حلق مسيحي سوري إلى جانب زوجته متهمين إياهم بكونهم عملاء للحكومة السورية. وقالت قناة العربية السعودية أن المنطقة كانت علوية.